# Noemi Signorile
Noemi Signorile (Torino, 15 febbraio 1990) è una pallavolista italiana, palleggiatrice della Cuneo Granda.

## Carriera
La carriera professionista di Noemi Signorile comincia nella stagione 2005-06 quando fa il suo esordio in Serie A1 con la maglia del Chieri Volley. Nel 2006 entra a far parte del Club Italia, dove resta per due stagioni, disputando il campionato di Serie B1. Nel 2008 con la nazionale Under-19 si laurea campione d'europa.
Nella stagione 2008-09 viene ingaggiata dall'Esperia Cremona Pallavolo, in Serie A2, mentre l'annata successiva è al Verona Volley Femminile sempre nella serie cadetta. Nel 2010 ottiene la prima convocazione nella nazionale maggiore.
Nella stagione 2010-11, acquistata dal Volley Bergamo, torna in Serie A1: con il club orobico vince uno scudetto ed una Supercoppa italiana; con la nazionale invece vince la medaglia d'oro alla Coppa del Mondo 2011.
Nella stagione 2012-13 passa al Robursport Volley Pesaro; con la nazionale si aggiudica la medaglia d'oro ai XVI Giochi del Mediterraneo. Nella stagione successiva veste la maglia della neopromossa Pallavolo Ornavasso, mentre nell'annata 2014-15 è all'AGIL Volley di Novara, dove resta per due campionati, vincendo la Coppa Italia. Nella stagione 2016-17 viene ingaggiata dalla Futura Volley Busto Arsizio, sempre in Serie A1.
Per il campionato 2017-18 si trasferisce in Romania per giocare con il CSM Bucarest, nella Divizia A1, con cui si aggiudica lo scudetto e la Coppa di Romania, mentre in quello successivo è in Francia al RC Cannes, in Ligue A, dove resta per due annate conquistando lo scudetto 2018-19 e la Supercoppa 2019.
Ritorna in Italia per la stagione 2020-21 per giocare nella Cuneo Granda, in Serie A1.

## Palmarès

### Club
- Campionato italiano: 1

2010-11
- Campionato rumeno: 1

2017-18
- Campionato francese: 1

2018-19
- Coppa Italia: 1

2014-15
- Coppa di Romania: 1

2017-18
- Supercoppa italiana: 1

2011
- Supercoppa francese: 1

2019

### Nazionale (competizioni minori)
- Campionato europeo under 18 2007
- Campionato europeo under 19 2008
- Piemonte Woman Cup 2010
- Giochi del Mediterraneo 2013